# Km. 0 (película)
Km. 0 (sic) es una película española escrita y dirigida por Yolanda García Serrano y Juan Luis Iborra, siendo su segunda película conjunta, estrenada en 2000. Se trata de una comedia ligera de enredo, amor y erotismo ambientada durante una tarde de verano en Madrid. El reparto, encabezado por la actriz Concha Velasco, está integrado por un grupo de jóvenes actores algunos de los cuales han tenido importantes trayectorias posteriores como Tristán Ulloa, Silke, Alberto San Juan o Elisa Matilla.
La banda sonora, producida por Rafael Alvero, está compuesta por Joan Bibiloni. El compositor Ismael Serrano escribió para la banda sonora una canción homónima que reproduce, de forma poética, el argumento de la película y alcanzó la nominación en su categoría en los Premios Goya 2001.

## Argumento
14 personajes se citan en el "km Cero", en la Puerta del Sol en Madrid (donde se encuentran rodados casi todos los exteriores de la película), pero acabarán encontrándose inesperadamente con quien no se han citado. La película narra las historias y los cambios que se producen en las vidas de los personajes por estos encuentros fortuitos que transcurren en el día más caluroso del verano. Las tramas, enredadas inicialmente, se irán aclarando con humor y erotismo hasta la llegada de la noche cuando una tormenta limpiará la atmósfera bochornosa del día
Marga (Concha Velasco), una mujer madura harta de que su marido prefiera el trabajo, decide citarse en el kilómetro 0 con Miguel (Jesús Cabrero) un bien equipado prostituto. Todo va bien hasta que, después de haberse acostado con él, comienza a sospechar que Miguel podría ser el hijo que abandonó con sus abuelos cuando era joven.
Roma (Cora Tiedra) es una adolescente enamorada de Mario (Tristán Ulloa), el novio de su hermana Amor (Silke). Mario trabaja de camarero en un bar de la Puerta del Sol que es el lugar donde todos los personajes de la película acaban encontrándose. Amor tiene una idea fija: casarse con Mario. Pero el chico no está muy interesado porque tiene planes para comprarse un local e instalar una tienda de fotos y casarse sólo es una complicación. Amor acabará encontrándose con un policía un tanto ido (Roberto Álamo) que resulta ser un antiguo amor de la infancia que la deja dudando sobre la conveniencia de empezar una nueva relación.
Pedro (Carlos Fuentes) es un soñador que viene a Madrid para ser director de cine. Citado con una amiga de su hermana, Silvia (Mercè Pons), una actriz en problemas y desesperada por su falta de proyectos, de camino a la Puerta del Sol se encuentra con Gerardo (Georges Corraface). Gerardo es un director de teatro famoso que al contarle Silvia su situación decide ayudarla, lo que motiva que la actriz olvide la cita que había concertado con Pedro. Mientras, Pedro se encuentra con Tatiana (Elisa Matilla), una prostituta que ha ido a la Puerta de Sol para encontrarse con un cliente, Sergio (Alberto San Juan), y la acompaña a casa pensando que es la amiga de su hermana. En tanto Sergio, un tímido oficinista que se va a casar y no quiere llegar sin experiencia a la noche de bodas, espera en la Puerta del Sol y se encuentra con Máximo (Armando del Río). Máximo, que se había citado por internet con Bruno (Victor Ullate Jr.) para mantener sexo anónimo, al darse cuenta de que ni su cita ni la de Sergio van a llegar, se va al bar de Mario con Sergio. Finalmente Bruno se encuentra por casualidad con Benjamín (Miquel García Borda), un romántico empedernido, hijo de Marga y compañero de piso de Miguel, que se enamora de Bruno a primera vista y se hace pasar por su cita anónima.

## Reparto
- Concha Velasco - Marga
- Georges Corraface - Gerardo
- Silke - Amor
- Carlos Fuentes - Pedro
- Mercè Pons - Silvia
- Alberto San Juan - Sergio
- Elisa Matilla - Tatiana
- Armando del Río - Máximo
- Miquel García Borda - Benjamín
- Jesús Cabrero - Miguel
- Víctor Ullate Roche - Bruno
- Coro Tiedra - Roma
- Roberto Álamo - Policía
- Tristán Ulloa - Mario
- Roberto Álvarez - Marido de Marga